# 우먼 파트너 놀자
우먼 파트너 놀자(Woman Partners)는 한국에서 제작된 김정용 감독의 2001년 코미디, 드라마 영화이다. 김정은 등이 주연으로 출연하였고 박영삼 등이 제작에 참여하였다.

## 출연

### 주연
- 김정은
- 차주은

### 조연
- 안재환
- 현석
- 김명국
- 장정국
- 강유일
- 홍성영
- 김하림
- 황용담
- 안진수
- 김인자
- 김연수
- 안정훈
- 함천길
- 최민국
- 전주현
- 조민상
- 김하림
- 윤일주
- 류시아
- 성인자
- 장석민
- 유일문
- 이영춘
- 김미주

## 제작진
- 조명: 전명천
- 조연출: 박영호
- 연출부: 박영호
- 연출부: 김도형
- 연출부: 윤동원
- 연출부: 유성열
- 조감독: 김선영
- 붐어시스턴트: 김석호
- 특수효과: 이철석
- -무술팀: 최강호
- 분장: 김영미
- 배역: 곽소동
- 스타일리스트: 김한상